# Pim de Voogt
Pim de Voogt (eigentlich Willem Philip de Voogt; * 1952) ist ein niederländischer Umweltchemiker. Er ist emeritierter Professor der Universität Amsterdam.
Seine Dissertation machte er zwischen 1985 und 1990 an der Vrije Universiteit Amsterdam.
de Voogt hat laut Google Scholar einen h-Index von 83 (Stand März 2025). Zwei seiner Publikationen wurden deutlich mehr als tausendmal zitiert.
2020 wurde er von der Society of Environmental Toxicology and Chemistry (SETAC) ausgezeichnet.
de Voogt ist Mitglied des Wissenschaftlichen Ausschusses für Gesundheit, Umwelt- und neu aufkommende Risiken (SCHEER).

## Publikationen
- Robert C. Buck, James Franklin, Urs Berger, Jason M. Conder, Ian T. Cousins, Pim de Voogt, Allan Astrup Jensen, Kurunthachalam Kannan, Scott A. Mabury, Stefan P.J. van Leeuwen: Perfluoroalkyl and polyfluoroalkyl substances in the environment: Terminology, classification, and origins. In: Integrated Environmental Assessment and Management. Band 7, Nr. 4, Oktober 2011, S. 513–541, doi:10.1002/ieam.258, PMID 21793199, PMC 3214619 (freier Volltext).
- K. C. Jones, P. de Voogt: Persistent organic pollutants (POPs): state of the science. In: Environmental Pollution. Band 100, Nr. 1, 1999, S. 209–221, doi:10.1016/S0269-7491(99)00098-6.